# 7.º Regimento de Cavalaria (Estados Unidos)

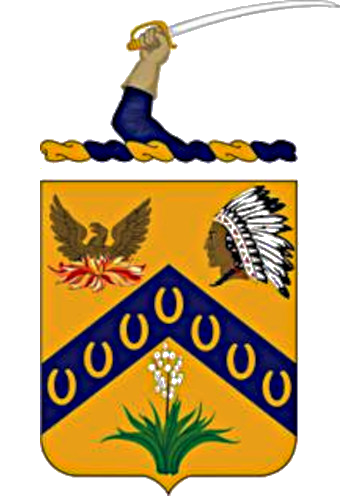

O 7º Regimento de Cavalaria é um regimento de cavalaria do Exército dos Estados Unidos formado em 1866. Seu apelido oficial é "Garryowen", em homenagem ao rítmo irlandês "Garryowen", que foi adotado como sua melodia de marcha.
|                                                    | Garryowen rítmo de dança rápida irlandesa |
| Problemas para escutar este arquivo? Veja a ajuda. |                                           |

No final da Guerra Civil Americana, as fileiras dos regimentos de cavalaria regulares foram esgotadas pela guerra e doenças, assim como as dos outros regimentos regulares. Das 448 companhias de cavalaria, infantaria e artilharia autorizadas, 153 não estavam organizadas, e poucas, se alguma, delas estavam com força total. Em julho de 1866, essa escassez havia diminuído um pouco, já que muitos dos membros dos grupos de voluntários dissolvidos já haviam se alistado como regulares.